# Рамлево
Рамлево (пол. Ramlewo, нім. Ramelow) — село в Польщі, у гміні Ґосьцино Колобжезького повіту Західнопоморського воєводства.
Населення — 286 осіб (2011).

## Демографія
Демографічна структура станом на 31 березня 2011 року:
|          | Загалом | Допрацездатний вік | Працездатний вік | Постпрацездатний вік |
| -------- | ------- | ------------------ | ---------------- | -------------------- |
| Чоловіки | 147     | 39                 | 98               | 10                   |
| Жінки    | 139     | 34                 | 84               | 21                   |
| Разом    | 286     | 73                 | 182              | 31                   |